# Forewick Holm
Forewick Holm és una illa de prop d'una hectàrea situada a les illes Shetland, a Escòcia. Es troba entre Papa Stour i la península de Sadness. Des del 2008, l'illa s'ha relacionat amb la batalla política al voltant de la seva sobirania, liderada pel capità Stuart Hill, promulgador i defensor de Forvik com a dependència de la corona, independent del Regne Unit.

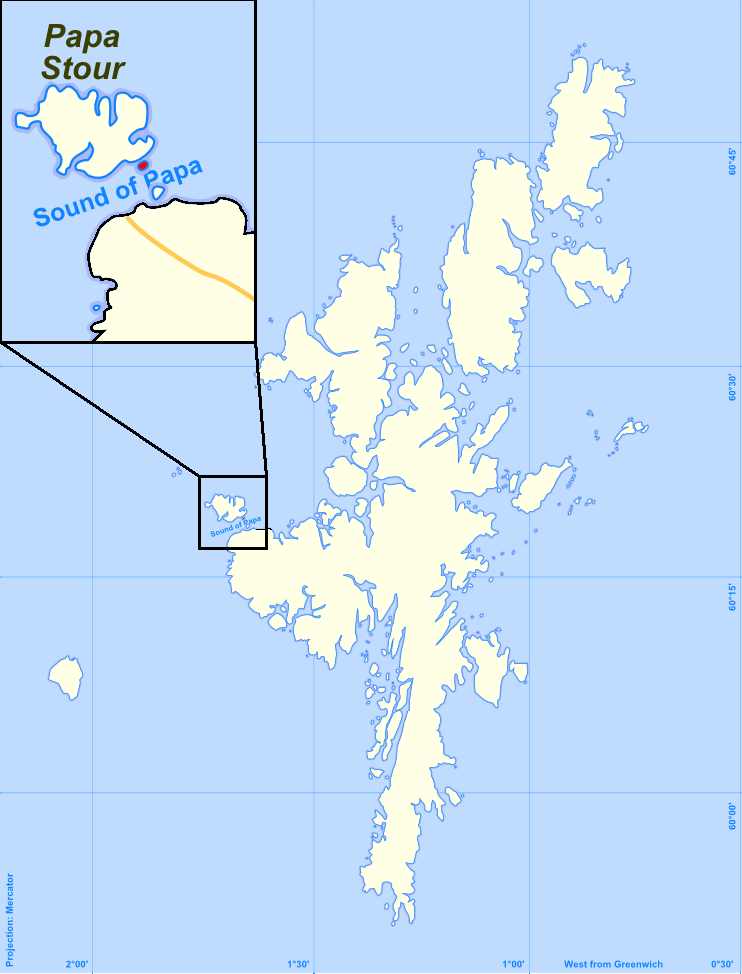
Mapa de la ubicació detallada

L'illa es troba uns 200 metres al sud del cap de Forewick Ness, a Papa Stour, i 15 quilòmetres al nord de Melby, a la península de Sadness. Un petit illot, anomenat Scarf's Head és accessible des de Forewick Holm durant la baixamar.
El nom oficial de l'illa, Forewick Holm, està compost pels termes anglicitzats Fore (del noruec får, ovella), wick (del nòrdic vik, badia) i Holm, un nom comú a les Òrcades o les Shetland, per a referir-se a illes petites i rodones.